# Lipu

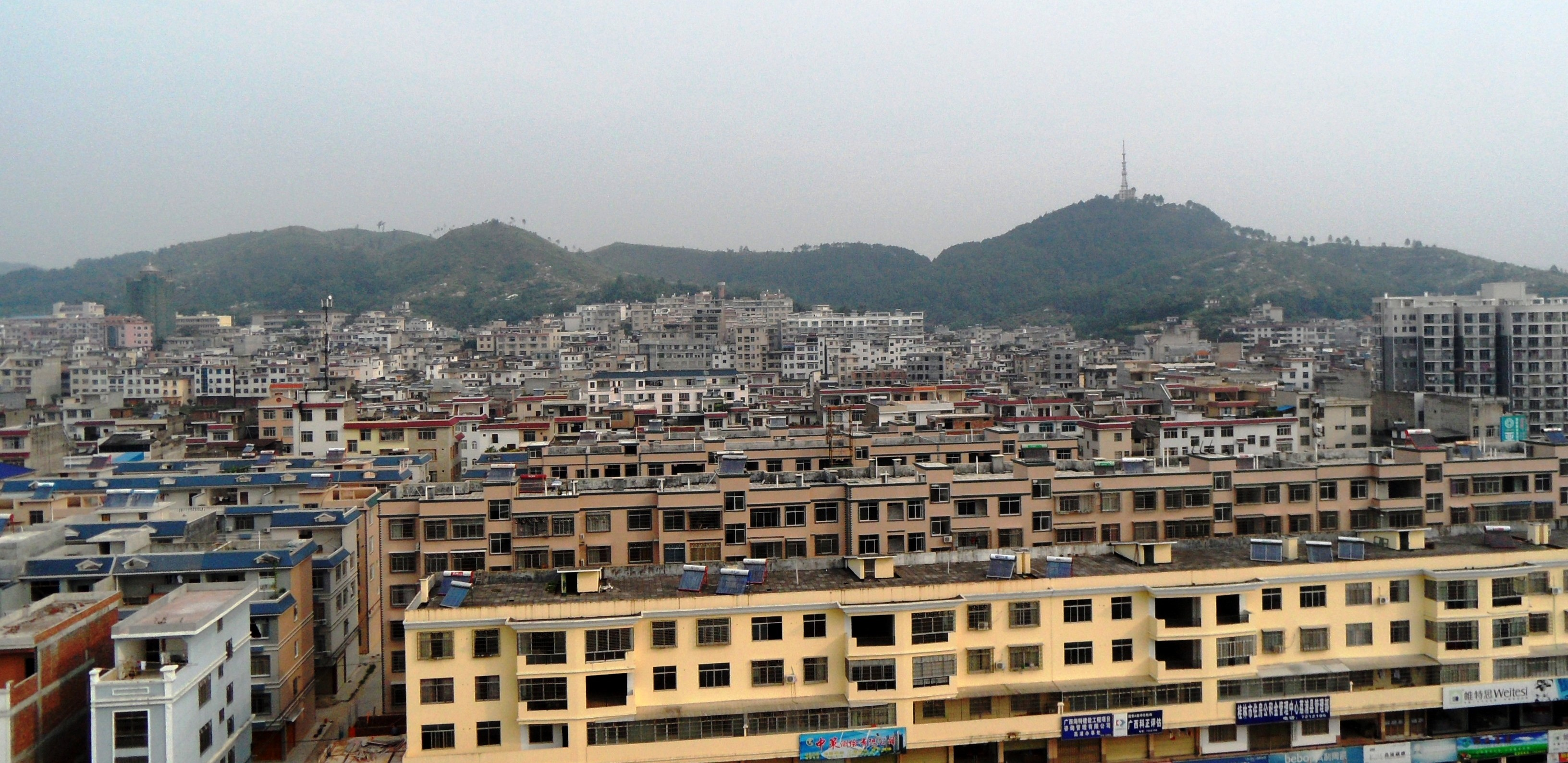
Stadtlandschaft des Kreises Lipu

Lipu (chinesisch 荔浦市, Pinyin Lìpǔ Shì; Zhuang Libuj Yen) ist eine Stadt des chinesischen Autonomen Gebiets Guangxi der Zhuang. Sie ist eine kreisfreie Stadt im Verwaltungsgebiet der bezirksfreien Stadt Guilin. Lipu hat eine Fläche von 1.760 km² und zählt 363.200 Einwohner (Stand: 2018). Sein Verwaltungssitz ist die Großgemeinde Licheng (荔城镇).

## Administrative Gliederung
Auf Gemeindeebene setzt sich der Kreis aus zehn Großgemeinden und drei Gemeinden (davon eine der Yao) zusammen. 